# Сиссоко, Мохаммед
Мохамме́д Лами́н «Момо» Сиссоко́ Жийян (фр. Mohammed Lamine Sissoko Gillan; 22 января 1985, Мон-Сен-Эньян, Франция) — франко-малийский футболист, опорный полузащитник. Двоюродный брат Сейду Кейта.

## Карьера
Получил известность во время выступлений за испанскую «Валенсию», английский «Ливерпуль», итальянский «Ювентус», а также французский «Пари Сен-Жермен».
В 2003 году перешёл в испанскую «Валенсию» на правах свободного агента из «Осера», где отыграл 2 сезона. Часть матчей провёл на позиции левого защитника, куда его ставил тренер испанской команды Рафаэль Бенитес.
Летом 2005 года Сиссоко перешёл в «Ливерпуль». Сумма трансфера составила 5,6 млн фунтов. В январе 2008 года Сиссоко переходит в «Ювентус» за 11 млн евро. Являлся игроком стартового состава, но из-за перелома ноги в марте 2009 года в дерби против «Торино» пропустил более полугода. После восстановления уступил место в составе новичку команды Фелипе Мело.
28 июля 2011 года игрок подписал контракт с французским клубом «Пари Сен-Жермен» сроком на 3 года. Сумма трансфера составила 8 млн. €.
В сезоне 2011/12 сыграл 25 матчей и забил 2 гола, но в следующем сезоне перестал попадать даже в заявку команды и в последний день зимнего трансферного окна 2013 года Мохаммед был арендован итальянским клубом «Фиорентина», где сыграл 5 матчей.
3 сентября 2013 года «Пари Сен-Жермен» расторг контракт с Сиссоко по обоюдному согласию сторон.
31 января 2014 года «Леванте» объявил о подписании контракта с полузащитником на правах свободного агента. Соглашение было рассчитано до конца сезона. Позже было продлено ещё на 1 год. В сезоне 2014/15 сыграл всего 21 матч.
25 июня 2015 года подписал контракт с китайским клубом «Шанхай Шэньхуа» на правах свободного агента. 20 февраля покинул клуб из-за перебора легионеров в заявке китайского клуба.
1 октября 2016 года подписал контракт с индийским клубом «Пуна Сити» на правах свободного агента.
В апреле 2017 года перебрался в индонезийский клуб «Митра Кукар» также на правах свободного агента.
4 декабря 2017 года перешёл в «Атлетико Сан-Луис», выступающий во втором дивизионе чемпионата Мексики.
12 июля 2018 года Сиссоко заключил однолетний контракт с клубом «Китчи», выступающим в Премьер-лиге Гонконга.

## Достижения
Валенсия
- Чемпион Испании: 2003/04
- Обладатель Кубка УЕФА: 2003/04
- Обладатель Суперкубка УЕФА: 2004

Ливерпуль
- Обладатель Кубка Англии: 2005/06
- Обладатель Суперкубка Англии: 2006
- Обладатель Суперкубка УЕФА: 2005